# Кутина

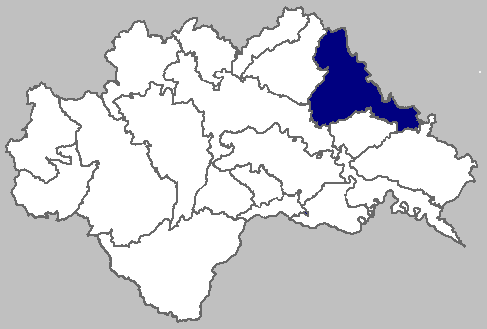
Положення громади Кутина на карті жупанії

Ку́тина (хорв. Kutina) — місто в центральній Хорватії в складі Сисацько-Мославинської жупанії. Важливий промисловий центр (нафтохімічна, електронна, електротехнічна промисловість тощо). Найбільше місто гористої області Мославина, її економічний, торговельний та адміністративний центр.

## Положення
Місто розташоване за 70 кілометрів від столиці Загреба, на південних схилах порослої виноградниками і лісистої Мославацької гори (хорв. Moslavačka gora) на краю місцевості Лоньско поле, одного з найбільших водно-болотних угідь у цій частині Європи.

## Історія
Кутина вперше згадується в історичних записах у 1256 році, а саме в документі угорсько-хорватського короля Бели IV від 10 листопада 1256 р. Упродовж століть Кутина розвивається як торговельний центр, у який переселявся люд з північно-західної і південної Хорватії. На початку XX століття Кутина, налічуючи 1903 жителі і являючи собою торговельно-ремісниче поселення, стала центром району (котару), що об'єднував муніципалітети Кутина, Поповача і Лудина.
У Кутині існує давня традиція ЗМІ, про що свідчить історія місцевої газети Moslavački list і місцевої радіостанції Radio Moslavina.

## Населення
Населення громади за даними перепису 2011 року становило 22760 осіб, 12 з яких назвали рідною українську мову. Населення самого міста становило 13735 осіб.
Динаміка чисельності населення громади:
Динаміка чисельності населення міста:

## Населені пункти
Крім міста Кутина, до громади також входять: 
- Банова Яруга
- Батина
- Бриняни
- Чайре
- Гойло
- Хусаїн
- Ілова
- Ямариця
- Яня Липа
- Католицьке Чайре
- Клетище
- Країська Кутиниця
- Кутиниця
- Кутинська Слатина
- Меджурич
- Миклеуська
- Мишинська
- Репушниця
- Селище
- Ступовача
- Шартоваць
- Збєговача

## Клімат
Середня річна температура становить 11,44 °C, середня максимальна – 26,03 °C, а середня мінімальна – -5,20 °C. Середня річна кількість опадів – 903 мм.
| Клімат міста                                  | Клімат міста | Клімат міста | Клімат міста | Клімат міста | Клімат міста | Клімат міста | Клімат міста | Клімат міста | Клімат міста | Клімат міста | Клімат міста | Клімат міста | Клімат міста |
| Показник                                      | Січ.         | Лют.         | Бер.         | Квіт.        | Трав.        | Черв.        | Лип.         | Серп.        | Вер.         | Жовт.        | Лист.        | Груд.        |              |
| Середній максимум, °C                         | 6,73         | 8,65         | 12,90        | 17,50        | 22,70        | 26,03        | 25,35        | 24,44        | 20,42        | 15,37        | 9,82         | 5,73         |              |
| Середня температура, °C                       | 0,76         | 2,69         | 6,94         | 11,54        | 16,72        | 20,06        | 21,58        | 20,68        | 16,66        | 11,59        | 6,06         | 1,96         |              |
| Середній мінімум, °C                          | −5,2         | −3,28        | 0,98         | 5,58         | 10,76        | 14,10        | 17,82        | 16,92        | 12,91        | 7,83         | 2,29         | −1,79        |              |
| Норма опадів, мм                              | 56           | 52           | 60           | 74           | 82           | 94           | 83           | 85           | 78           | 82           | 88           | 69           |              |
| Середньомісячна швидкість вітру, м/с          | 1.80         | 2.03         | 2.42         | 2.30         | 2.10         | 1.93         | 1.90         | 1.72         | 1.73         | 1.80         | 1.83         | 1.84         |              |
| Середньомісячна сонячна радіація, кДж/м²·день | 4251         | 7026         | 10876        | 15253        | 19467        | 21538        | 22549        | 19758        | 14692        | 9010         | 4747         | 3472         |              |
| --------------------------------------------- | ------------ | ------------ | ------------ | ------------ | ------------ | ------------ | ------------ | ------------ | ------------ | ------------ | ------------ | ------------ | ------------ |
| Джерело:                                      |              |              |              |              |              |              |              |              |              |              |              |              |              |

## Економіка
У Кутині розміщено експортно-орієнтовані підприємства: АТ Selk d.d. (виробник годинників, електронних компонентів, друкарських схем, елементів ІТ і т.ін.), АТ Petrokemija d.d. (завод мінеральних добрив), ТОВ Moslavina d.o.o. (збір, очищення і розподіл води), ТОВ Messer Tehnoplin Croatia (виробництво та продаж технічних газів) тощо. Перші три належать до числа найбільших компаній Хорватії  за рейтингом Інтернет-агентства www.top500.de [Архівовано 1 квітня 2011 у Wayback Machine.]. Господарську картину міста доповнює низка середніх і дрібних підприємств.

## Сполучення
У транспортному відношенні Кутина вигідно розташовується на автотрасі Загреб—Липоваць, до якої приєднується і магістральний шлях до Гарешниці, Дарувара, Беловара і Вировитиці.
Повз Кутину подорожує велика кількість туристів з Угорщини. Залізнична лінія Пан'європейський коридор X від Загреба до Вінковців і далі до Белграда проходить через Кутину, а доказом того, що Кутина і в давні часи була на перехресті шляхів може служити і римське поселення, залишки якого розташовані у східній частині Кутини — Кутинська Липа і яке, як припускається, згадувалося в давньоримських документах як Varianis.

## Визначні місця
Кутина широко відома своєю дійовою молодіжною сценою та орієнтованим на альтернативні стилі клубом «Барака». Основні визначні пам'ятки — це природний парк Лоньско Поле, барокова церква Святої Марії Сніжної, старі дерев'яні будиночки під назвою trijem (ґанок, зруб, пор. з укр. «терем») або čardak, пагорби Мославини з руїнами середньовічних «замків».

## Відомі люди
- Дубравка Угрешич (1949–2023), письменниця, есеїстка і публіцистка, літературознавець.
- Симо Мраович (1966–2008), письменник і поет молодшої генерації хорватської літератури, журналіст і громадський діяч.